# Närpes baptistförsamling
Närpes baptistförsamling (fd. Yttermark baptistförsamling) är en baptistförsamling i Närpes i Österbotten i Finland. Församlingen grundades den 17 oktober 1886 med Lars Öman som föreståndare. Församlingens Salem-kapellet invigdes 1912.

## Föreståndare
- 1886–1887: Lars Öman
- 1887–1898: Gabriel Söderman
- 1898–1913: Anders Rausk
- 1914–1915: Karl Smith
- 1915–1919: John Söderman
- 1919–1927: Anders Rausk
- 1929–1934: Alwar Sundell
- 1934–1935: Arthur Ekroth
- 1936–1942: Alef Wikström
- 1942–1946: Johannes Klemetz
- 1946–1947: Alarik Björk
- 1949–1953: Harald Westerlund
- 1953–1957: Ernst Wallin
- 1947–1960: Villard Wallin
- 1961–1965: Ruben Johansson
- 1966: Samuel Högberg
- 1967– Filip Andersson
- –2004: Catharina Olin